# Zona Única de Pagos en Euros
La Zona Única de Pagos en Euros (ZUPE o SEPA por su sigla en inglés: Single Euro Payments Area) es la iniciativa que permite, a particulares, empresas y organismos públicos, efectuar pagos en euros, sin utilizar efectivo, desde una cuenta situada en cualquier lugar de la zona, mediante un único conjunto de instrumentos de pago y con las mismas condiciones, eficiencia y seguridad con que se realizan en el ámbito nacional.
La SEPA inició su andadura en enero de 2008, con la entrada en funcionamiento de las transferencias SEPA, a la que siguió en 2009 el lanzamiento de los adeudos domiciliados SEPA. Bajo una perspectiva geográfica, la SEPA abarca todos los países miembros (27) de la UE, así como Albania, Andorra, Ciudad del Vaticano, Islandia, Liechtenstein, Macedonia del Norte, Moldavia, Mónaco, Montenegro, Noruega, Reino Unido, San Marino, Serbia y Suiza, lo que hace un total de 41 países.
En este sentido, además de la promulgación de la Directiva de Servicios de Pago, uno de los últimos hitos ha sido la adopción del Reglamento CE 260/2012, por el que se establece el 1 de febrero de 2014 como fecha límite para la migración a las transferencias y adeudos SEPA en la zona euro (1 de octubre de 2016 para el resto de países de la UE). A partir de esa fecha ya no se podrían realizar operaciones en euros fuera del sistema SEPA.

## Antecedentes
La creación de la Unión económica y monetaria y la introducción del euro fueron uno de los elementos decisivos para la existencia de un mercado único en la Unión Europea. Sin embargo, en el ámbito de los pagos minoristas, ha permanecido una situación de fragmentación que ha impedido la culminación efectiva de ese objetivo. Para contribuir a paliar esta situación nació la «Zona Única de Pagos en Euros».
La Comisión Europea estableció los fundamentos legales del nuevo marco a través de la Directiva 2007/64/CE sobre servicios de pago en el mercado interior, aprobada el 13 de noviembre de 2007 con el objetivo de garantizar unas condiciones mínimas de información y transparencia, además de determinar los derechos y las obligaciones de los usuarios y de los proveedores de servicios de pagos. La directiva ha sido necesaria para completar la SEPA al armonizar la legislación europea de pagos y eliminar las barreras legales que obstaculizaban la existencia de un área única. La directiva también estimula la competencia de los proveedores de servicios de pagos, la eficiencia y la seguridad en los sistemas de pagos. Por último también cumple una función de protección de los usuarios de los servicios de pagos. 
Esta directiva ha sido traspuesta a la legislación española en 2009, mediante la Ley de Servicios de Pago.

## Descripción general
Las discusiones acerca de los aspectos comerciales y técnicos se desarrollaron en el seno del Consejo Europeo de Pagos (EPC), que es el órgano de decisión y coordinación de la industria bancaria europea en esta materia. Este órgano presentó tres documentos en julio de 2007:
- Transferencias de crédito: SCT - SEPA Credit Transfer
- Adeudos por domiciliación: SDD – SEPA Direct Debit
- Tarjetas: SEPA Cards Framework

La SEPA utiliza los códigos IBAN y SWIFT-BIC como identificadores de las cuentas y con posibilidad de incorporar información complementaria, estructurada o no, dependiendo de la naturaleza del pago.
Las empresas multinacionales y los bancos tienen la oportunidad de consolidar su procesamiento de pagos en plataformas comunes en toda la zona euro. Se beneficiarán de la eficiencia de elegir entre proveedores que compitan, que ofrece una gama de soluciones y operaciones transfronterizas.
La introducción de la SEPA debe aumentar la intensidad de la competencia entre los bancos y las empresas de los clientes a través de fronteras dentro de Europa. Para los consumidores y las organizaciones de la SEPA debería significar transferencias de pago más baratos, más eficientes y más rápidos cuando se mueve de euros de un país de la zona euro a otro.

## Cobertura
El área SEPA está formada por 41 países:
- Los 27 Estados miembros de la Unión Europea (pertenezcan o no a la eurozona).
- Los 4 miembros de la Asociación Europea de Libre Comercio (Islandia, Liechtenstein, Noruega y Suiza). Los tres primeros pertenecen al Espacio Económico Europeo (EEE).
- 4 micro-Estados europeos: Andorra, Ciudad del Vaticano, Mónaco y San Marino
- Reino Unido (se incluyen Gibraltar y las dependencias de la Corona británica).
- Albania, Macedonia del Norte, Moldavia, Montenegro y Serbia

Todas las partes de un país son normalmente parte de la SEPA. Sin embargo, los siguientes países tienen territorios dependientes que no forman parte de la SEPA:
- Chipre: Solo las áreas controladas por la República de Chipre se incluyen; otras áreas reclamadas por la República de Chipre (Chipre del Norte) están excluidas.
- Dinamarca: No están incluidas Groenlandia y las Islas Feroe.
- Francia: No están incluidas Nueva Caledonia, la Polinesia Francesa, Wallis y Futuna y las Tierras Australes y Antárticas Francesas.
- Noruega: No están incluidas Svalbard y Jan Mayen.
- Países Bajos: Solo la parte europea está incluida; se excluyen Aruba, Curazao, San Martín así como el Caribe Neerlandés.
- Reino Unido: Incluye Gibraltar y las dependencias de la Corona británica pero se excluyen el resto de los territorios británicos de ultramar.

Las jurisdicciones que utilizan el euro y que no están en la SEPA son las siguientes: Akrotiri y Dekelia, Kosovo y las Tierras Australes y Antárticas Francesas.

## Elementos afectados
El SEPA afecta a los siguientes instrumentos:
- Tarjetas de pago (de crédito y débito), utilizadas para pagar en comercios o para extraer dinero en efectivo en cajeros automáticos.
- Transferencias bancarias, que es un movimiento iniciado por el pagador, en los que este envía una orden de pago a su entidad bancaria (entidad remitente), que traspasa los fondos a la entidad bancaria del beneficiario (entidad receptora).
- Adeudos domiciliados, que son transferencias acordadas entre el acreedor (destinatario) y el deudor (pagador) que inicia el acreedor a través de su entidad bancaria. Los adeudos por domiciliación suelen utilizarse para realizar pagos periódicos. Existe una autorización previa otorgada por el pagador al acreedor.

## Calendario
El proyecto SEPA consta de tres fases: diseño, implantación y migración al nuevo sistema. La primera, la fase de diseño, iniciada en 2004, incluyó la configuración de los nuevos esquemas de transferencias y de adeudos domiciliados, definidos por El Consejo Europeo de Pagos (EPC), así como la elaboración del marco para las tarjetas y para las infraestructuras de compensación y liquidación. La fase de implantación, que comenzó en 2006, comprendió los preparativos del sistema y las pruebas de funcionamiento.
En la fase de migración, iniciada en enero de 2008, los esquemas nacionales de pago han coexistido con los nuevos esquemas de la SEPA y se ha ofrecido a los clientes la posibilidad de utilizar tanto los antiguos instrumentos nacionales como los nuevos instrumentos de la SEPA. Las transferencias SEPA arrancaron en enero de 2008 y los instrumento de Adeudos Domiciliados SEPA y el B2B SEPA se han establecido a finales de 2009, una vez que los distintos países han traspuesto la directiva de medios de pago. A partir de 2010, las entidades financieras van a ir ampliando los servicios de Adeudos Domiciliados SEPA. El objetivo inicial era que a finales de 2010 hubiera migrado una masa crítica de operaciones al nuevo sistema.

## Principales objetivos
- La normalización de los pagos en euros: igualdad de límites de tiempo, igualdad de niveles de fraude, igualdad de procesos, que todos los procesos telemáticos sean realizados por vía procesamiento directo (STP), sin diferencias entre pagos nacionales e internacionales en el área SEPA; fortalecimiento de base panaeuropeas.
- Establecimiento de competencia mediante un mayor número de competidores y la eliminación de nichos o campos especiales o incompatibilidades a través de la normalización.
- Reducción de los costes del dinero electrónico y de las operaciones de pago a través del establecimiento de una mayor competencia por el lado de los proveedores de pago y los bancos. De hecho, ambos sectores son considerados como los mayores perdedores del proceso de normalización de la SEPA (con un coste estimado de 40.000 millones de euros por año).
- Reducción de dinero en efectivo y el aumento de dinero electrónico a través de la reducción de los costes de este último.
- Aumento de la vigilancia de los flujos de dinero electrónico, en particular en lo relativo al blanqueo de dinero y la financiación del terrorismo y también para el control del trabajo ilegal, la delincuencia organizada y el fraude fiscal.

## Implicaciones para las entidades financieras
Las inversiones tecnológicas que deben acometer los intermediarios financieros para acometer el cambio son elevadas y muchas entidades, sobre todo las más pequeñas, se han mostrado reticentes porque hasta ahora  han obtenido cuantiosos beneficios derivados de las comisiones financieras que supone el sistema existente. Se estima, según un informe de Accenture, que las inversiones necesarias que deberán realizar los cien primeros grupos financieros europeos, será de entre 3.000 millones y 8.000 millones de euros.
Con la SEPA, los grandes bancos e intermediarios de medios de pago contemplan la eliminación de los aranceles regionales como una ventaja para su posible expansión, mientras que las entidades pequeñas, temen que sus mercados locales sean invadidos por la competencia exterior. En Alemania, estas pequeñas entidades han mostrado en varias ocasiones su rechazo a una rápida implantación[cita requerida] y los bancos franceses, que se benefician de altas tasas de intercambio en las domiciliaciones, también[cita requerida].
Un estudio de Capgemini para la Comisión Europea señala que los beneficios para el sector derivados de la implantación, a seis años vista, alcanzan los 123.000 millones de euros. El informe calcula que las tasas interbancarias se abaratarían en 11.600 millones de euros con la SEPA en el mismo periodo. Para las tarjetas, la reducción de las tasas alcanza los 20.300 millones de euros, lo que representa de media una mejora del 0,2% del producto interior bruto de los países europeos.

## Fechas clave
| 1957 | El Tratado de Roma crea la Comunidad Europea |
| 1992 | El Tratado de Maastricht aborda la creación del euro |
| 1999 | Introducción del euro como moneda electrónica, incluida la introducción del sistema RTGS TARGET para las transferencias de alto valor |
| 2000 | Estrategia de Lisboa: En la reunión se crea un Plan de Acción Europeo de Servicios Financieros |
| 2001 | El Reglamento CE 2560/2001 armoniza las tasas para las transacciones en euros nacionales y transfronterizas |
| 2002 | Introducción de billetes y monedas del euro |
| 2003 | Entra en funcionamiento la primera Cámara de Compensación Automatizada Pan-Europea (PE-ACH); el Reglamento CE 2560/2001 entra en vigor para las operaciones de hasta 12.500 € |
| 2006 | El Reglamento CE 2560 aumenta las transacciones en euros hasta 50.000 € |
| 2008 | Los instrumentos de pago pan-europeos de la SEPA se ponen en funcionamiento en paralelo con los instrumentos nacionales el 28 de enero. |
| 2009 | La directiva sobre servicios de pago, promulgada en las legislaciones nacionales en noviembre |
| 2010 | Los pagos SEPA comienzan a dominar en los pagos telemáticos |
| 2011 | Los pagos SEPA reemplazan a los sistemas de pagos nacionales en la eurozona |
| 2014 | El 31 de enero finaliza el plazo de migración a SEPA en la eurozona (aunque hasta el 31 de julio podrán ser admitidas por los bancos, no obligatoriamente, operaciones no adaptadas a SEPA) El 1 de agosto la Zona Única de Pagos en Euros (SEPA) entra en pleno funcionamiento en todos los países de la eurozona                     |
| 2016 | Desde el 31 de octubre los proveedores de servicios de pago (PSP) de países no pertenecientes a la zona del euro solo pueden cobrar pagos denominados en euros mediante procedimientos SEPA. Los sistemas no denominados en euros, como el Débito Directo del Reino Unido, continúan sin cambios                                       |
| 2017 | Desde el 21 de noviembre están disponibles pagos SEPA instantáneos de hasta 15.000 euros en 10 segundos (participación opcional para PSP) |
| 2019 | El 1 de marzo Andorra y la Ciudad del Vaticano se incorporan a la SEPA |
| 2021 | El 1 de enero el Reino Unido abandona la UE pero permanece en los sistemas de pago SEPA, sujeto a normas diferentes |
| 2023 | El 8 de noviembre la Comisión Europea adoptó un nuevo Plan de Crecimiento para los Balcanes Occidentales, con el objetivo de acercarlos a la UE ofreciendo algunos de los beneficios de la membresía en la UE a la región antes de la adhesión. Una de las acciones prioritarias es el acceso a la Zona Única de Pagos en Euros (SEPA) |
| 2024 | El 30 de enero el Banco Nacional de Moldavia presentó una solicitud de adhesión a la SEPA. El Gobernador del Banco Nacional de Moldavia esperaba que la etapa de solicitud y evaluación durara un año |
| 2024 | El 12 de junio el Banco Nacional de Albania firma la solicitud oficial de membresía en la SEPA |
| 2024 | El 17 de junio el Banco Nacional de Serbia publica el borrador de la decisión de acceso a la SEPA |
| 2024 | El 1 de julio el Banco Central de Montenegro presentó una solicitud de membresía en la SEPA |
| 2024 | El 11 de julio el Banco Nacional de Macedonia del Norte presentó una solicitud de membresía en la SEPA |
| 2024 | El 21 de noviembre la Comisión Europea dio la bienvenida a Albania y Montenegro a la SEPA |
| 2025 | Desde el 9 de enero de 2025 las transferencias inmediatas no pueden tener más coste que las ordinarias |
| 2025 | El 6 de marzo la Comisión Europea dio la bienvenida a Macedonia del Norte y Moldavia a la SEPA |
| 2025 | El 22 de mayo la Comisión Europea dio la bienvenida a Serbia a la SEPA |